# Ruca

Ruca este o comună în departamentul  Côtes-d'Armor, Franța. În 2009 avea o populație de 542 de locuitori.